# I trafficanti
I trafficanti (The Hucksters) è un film statunitense del 1947 diretto da Jack Conway e interpretato da Clark Gable.

## Trama
Dopo il congedo ricevuto per la fine della guerra, Victor, bravo agente pubblicitario viene ingaggiato dalla ditta dell'imprenditore Evans per organizzare la campagna per pubblicizzare un nuovo sapone, il Beautee Soap. 
Evans è un imprenditore arrogante e temuto da tutti ma Victor riesce a imbrigliarlo e a ottenere pieni poteri, ma non fa i conti con l'amore.
Victor incontra la vedova Kay e se ne innamora. Anche Kay capisce di essersi innamorata di lui, ma teme il carattere di Victor, fanfarone e facilone.
Victor non sopporta in carattere dell'imprenditore che gli ha dato l'incarico e si licenzia.
Ma perso il lavoro si consola con il nuovo amore sbocciato.